# لانس باركسديل
لانس باركسديل (بالإنجليزية: Lance Barksdale)‏ هو حكم كرة قاعدة ‏ أمريكي، ولد في 8 مارس 1967 في بروكهافن في الولايات المتحدة.